# 尼古拉斯·德容
尼古拉斯·德容（荷蘭語：Nicolas de Jong；1988年4月15日—）是一位荷蘭籃球運動員。他現在效力於荷蘭球隊Cholet Basket。他也代表荷蘭國家男子籃球隊參賽。他的父親是荷蘭人，母親是法國人。